# Myuchelys georgesi
Myuchelys georgesi là một loài rùa trong họ Chelidae. Loài này được Cann miêu tả khoa học đầu tiên năm 1997.
Loài này có kích thước vừa phải (chiều dài mai đến 240 mm ở con cái, 185 mm ở con đực), và là loài đặc hữu của Úc với sự phân bố rất hạn chế đối với hệ thống thoát nước ven biển nhỏ của sông Bellinger ở New South Wales. Trong quá khứ, loài này được coi là có nhiều ở địa phương. Môi trường sống ưa thích của loài này là các vực sâu hơn của dòng nước trong đến thượng nguồn của sông, nơi nước chảy liên tục trong hầu hết các tháng qua một tầng đá gốc và lòng suối gồm đá cuội, cuội và sỏi.

## Từ nguyên
Tên cụ thể, georgesi, để vinh danh người Úc nhà nghiên cứu bò sát Arthur Georges.
Myuchelys georgesi là một loài rùa trong họ Chelidae. Loài này được Cann miêu tả khoa học đầu tiên năm 1997.